# Olivia Oyl
Olivia Oyl (Olive Oyl) è un personaggio immaginario creato da Elzie Crisler Segar nel 1919 per la sua striscia a fumetti Thimble Theatre. La striscia in seguito prese il titolo di Popeye dopo che il marinaio ne divenne il personaggio più popolare; tuttavia Olivia Oyl è stata un personaggio principale per dieci anni prima che Braccio di Ferro apparisse nel 1929.

## Biografia
Nella striscia scritta da Segar, Olivia era una sorta di timida garçonne la cui costituzione estremamente sottile ben si prestava alle mode del tempo; i lunghi capelli neri erano solitamente raccolti in una crocchia ordinata, come sua madre. Era la più o meno fidanzata di Harold Hamgravy, un "lucertolone da salotto" o fannullone che lavorava il meno possibile e prendeva sempre in prestito denaro. La sua attrazione per altre donne - in particolare se erano ricche - naturalmente faceva imbestialire Olivia, che una volta cedette ad una forma di "lunafobia" (una sorta di rabbiosa follia) su una delle sue amanti. Quando si riprese, continuò a fingere di avere la malattia per riconquistarlo. Non era immune alle lusinghe di altri uomini, ma rimase impegnata con Ham fino all'apparizione di Braccio di Ferro. Quest'ultimo e Olivia effettivamente si odiarono al loro primo incontro (le prime parole che la donna gli rivolse furono "Togli da me i tuoi ami o ti farò affondare"), ma invece combatterono aspramente - e in modo esilarante - per settimane finché si resero finalmente conto che provavano sentimenti reciproci.
La versione di Olivia più ampiamente nota è quella dei cortometraggi animati, creati prima dai Fleischer Studios e poi dai Famous Studios. A differenza di molte moderne damigelle in pericolo, Olivia è alta e magra, con i capelli raccolti e piedi enormi (questi ultimi a volte usati per effetti comici). Il commento di Braccio di Ferro circa le sue misure è che lei è una perfetta 57: 19-19-19.
Nei cortometraggi e nelle successive serie TV, Olivia è la fidanzata di Braccio di Ferro, anche se sembra essere estremamente volubile a seconda di chi può corteggiarla al meglio o ha possedimenti vistosi, ed è incline ad arrabbiarsi per le ragioni più insignificanti. Viene costantemente rapita da Bluto (alias Bruto), che è rivale di Braccio di Ferro per il suo cuore, e solitamente dà la colpa al marinaio per i guai creati da Bluto. Ma Braccio di Ferro la salva sempre, vincendo alla fine il suo amore.
Nei cartoni animati si prende cura di un bambino di nome Pisellino, oppure chiede a Braccio di Ferro di prendersi cura di lui se lei è troppo occupata. Non si sa se Pisellino sia il figlio biologico o adottivo di Olivia. Nei fumetti, quest'ultimo è un trovatello sotto le cure di Braccio di Ferro. Fonti successive (soprattutto nelle serie animate) presentano Pisellino come un cugino o nipote di cui Olivia deve prendersi cura di volta in volta.

## Storia
Il nome "Olivia Oyl" deriva dall'olio di oliva, usato comunemente in cucina. Le strisce di Segar presentano anche un certo numero di suoi parenti i cui nomi derivano da altri oli, tra cui suo fratello Castor Oyl, la loro madre Nana Oyl (da "olio di banana", una frase gergale nonsenso dell'epoca), il loro padre Cole Oyl (dall'olio di carbone) e la moglie separata di Castor, Cylinda Oyl; più recentemente, le nipoti di Olivia Diesel Oyl e Violet Oyl apparvero nei cartoni animati. Nella famiglia di Olivia ci sono anche i suoi due zii, Otto Oyl e l'intrepido esploratore Lubry Kent Oyl. Il dono di Lubry Kent a Castor e Olivia, una fortunata Gallina Fischione, li condusse nell'avventura dove incontrarono Braccio di Ferro. Quando Bobby London rilevò la striscia dal 1986 al 1992, aggiunse la sensuale bionda Sutra Oyl, cugina di Olivia.
Nei primi due cortometraggi di Braccio di Ferro, Il marinaio Braccio di Ferro e Braccio di Ferro contro gli indiani (entrambi del 1933), Olivia era doppiata da Bonnie Poe. In seguito venne doppiata dall'attrice caratterista Mae Questel. La Questel stilizzò la voce e la dizione di Olivia su quelle dell'attrice ZaSu Pitts. Nel 1938 Marge Hines venne assunta come voce di Olivia, iniziando dal cortometraggio Bulldozing the Bull. La Questel tornò a doppiarla nel 1944, iniziando con il cortometraggio The Anvil Chorus Girl. La Questel sarebbe rimasta nel suo ruolo fino al termine della serie televisiva anni '60. Nel 1938 fu doppiata anche da Kate Wright. Tutte e quattro erano già note per aver prestato la loro voce a Betty Boop.
Marilyn Schreffler sostituì Mae Questel come Olivia quando la Hanna-Barbera ottenne i diritti per produrre la serie televisiva Le nuove avventure di Braccio di Ferro nel 1978.
Nel film musicale Popeye - Braccio di Ferro (1980), Olivia è interpretata da Shelley Duvall.